# 歌謡リクエストショー
『歌謡リクエストショー』（かようリクエストショー）は、1991年4月2日から1992年3月24日までNHK・総合テレビで生放送された音楽番組である。

## 概要
『NHK歌謡パレード』の後を受けて登場した歌謡曲・演歌系の音楽番組。司会は、当初は葛西聖司・徳田章の両アナウンサーが担当していたが、1991年10月以降は徳田が1人で担当するようになった。
過去に放送された『NHK紅白歌合戦』、『思い出のメロディー』、『ビッグショー』などから、思い出に残る歌謡曲の名曲をビデオディスク化。視聴者の電話やFAXによるリクエストに直ちに応えて、オリジナルの名唱で送る。

## 放送期間・放送時間
- 1991年4月2日 - 1992年3月24日
毎週火曜日 20時00分 - 20時45分（午後8時00分 - 8時45分）

## 司会
- 葛西聖司（1991年4月2日 - 1991年9月24日）
- 徳田章（1991年4月2日 - 1992年3月24日）

## 主な番組テーマ
- 全国の視聴者からの電話、FAXによるオールタイムリクエストに応える島倉千代子特集（1991年6月18日）
- 全国の視聴者からの電話、FAXによるオールタイムリクエストに応える美空ひばり特集（1991年6月25日）
- 昭和50年代リクエスト曲ヒットパレード（1991年7月9日）
- 小林幸子・石川さゆりによるヒット演歌の競演とメロディーでつづる服部良一名曲集（1991年7月23日）
- 都はるみの「アンコ椿は恋の花」から「好きになった人」まで、11曲のヒットメドレーによるワンマンショー（1991年10月1日）
- 島根県民会館大ホールからメドレーでつづる「夫婦の愛を唄った歌」リクエスト特集（1991年10月8日）
- 宮崎・日向市文化交流センターから「秋です、お酒が恋しい歌」リクエスト特集（1991年10月15日）
- 第1回NHK新人歌謡コンテストの入賞者の中から8名がメドレーで歌う「ふるさとを思う歌」（1991年10月22日）
- ヒット曲15曲をメドレーで熱唱する森進一ワンマンショー（1991年10月29日）
- 春日八郎をしのぶ名曲リクエスト集と歌謡日本の女シリーズ集（1991年11月26日）
- 師走だ歌の忘年会 〜 忘年会のシーズンにあわせて、宴会で歌える歌のリクエスト（1991年12月17日）
- 「男ごころの港歌」をテーマに男性3人歌手が海や港にちなむ名曲集（1992年2月4日）
- 視聴者のリクエストにこたえる「酒と涙の名曲集」（1992年2月25日）

## 備考
1991年4月23日放送分の「歌謡リクエストショー・植木等と仲間達」は、2007年10月10日にNHK衛星第二の「蔵出しエンターテインメント 植木等劇場」にて再放送された。
- 出演：植木等、和田アキ子、坂本冬美、近藤房之助、森口博子、所ジョージ、羅勲児、他
- 司会：葛西聖司、徳田章
- 曲目：「スーダラ節」、「無責任一代男」、「花と小父さん」、「ゴマスリ行進曲」「ETERNAL WIND」、「火の国の女」、「どしゃ降りの雨の中で」、「カルムリ」他